# Mora IK
Mora Ishockey Klubb – szwedzki klub hokejowy z siedzibą w Morze.

## Sukcesy
- Srebrny medal mistrzostw Szwecji: 1950